# 曽璧光
曽 璧光（そう へきこう、Zeng Biguang、1795年 - 1875年）は、清の官僚。字は枢垣。四川省洪雅県出身。
1850年（道光30年）に進士となり、庶吉士に選ばれ、編修となった。1859年（咸豊9年）に貴州省鎮遠知府となり、1862年（同治元年）に貴東道となった。1863年（同治2年）には銅仁県で蕭文魁の蜂起を鎮圧した。雲貴総督の労崇光に評価され、按察使、布政使と昇進していった。
1867年（同治6年）に貴州巡撫となった。当時の貴州省ではミャオ族の蜂起が発生して久しかったが、曽璧光は四川軍と席宝田率いる湘軍と協力して、一つ一つ拠点を陥落させ、1873年に全省を平定した。1875年（光緒元年）、在職のまま死去。